# Maig 1968 (Joan Miró)
Maig 1968 és un quadre realitzat per Joan Miró entre 1968 i 1973 i que actualment forma part de la col·lecció permanent de la Fundació Joan Miró de Barcelona, gràcies a una donació de l'artista. Està signat Miró a la part inferior dreta de l'obra. A la part posterior de la tela hi ha la inscripció :"MIRÓ. Mai 1968. Décembre. 1973

## Història
Jacques Dupin va parlar de les circumstàncies en què l'artista va realitzar aquesta obra: 
| « | Maig del 68, arribo a París per a preparar l'exposició de la Catedral de Barcelona, parlo amb Miró, li mostro el meu entusiasme, les meves ansietats, el joc i el desafiament d'una primavera extravagant. Ella va començar a pintar aquest quadre, que no va acabar fins a cinc anys després. Les taques, les ratlles, les empremtes i el grafisme negre són indicatius del fet que va causar aquesta obra. | » |

Les pintures d'aquest període efervescent van formar part d'una exposició retrospectiva del setanta-cinquè aniversari de l'artista, que va tenir lloc a diversos espais: la Fundació Maeght, la Fundació Miró i la Catedral de Barcelona, i la Haus der Kunst de Múnic.
Durant aquest temps, Miró està en auge, amb un quadre exuberant, que acaba el 1973 per una sèrie de pintures tallades amb ganivets i cremades amb benzina i Chalumu.

## Context històric
La primavera de l'any 1968 els estudiants de les universitats de Sorbona i Nanterre es van revoltar en contínues manifestacions que van durar quasi un mes i mig en resposta a la manca de recursos i les poques oportunitats laborals dels estudiants universitaris. Aquesta revolta, a la que després se sumarien els treballadors, es coneix amb el nom de Maig francès o Maig del 68.
Joan Miró va simpatitzar amb aquest moviment i va realitzar aquesta obra, un mur on queden estampats la vitalitat i ideals d'aquells successos.

## Descripció
Sobre un fons blanc, l'artista va fer taques amb colors vius típics de la gamma d'aquest període: blau, vermell, verd, groc i taronja. Aquestes taques de color són aixafades per gruixudes línies de color negre. En aquest conjunt se superposa en el primer pla un gran punt negre. Amb els dits va imitar el degoteig de les línies negres, imitant l'impacte o el raig d'una bola de pintura negre.

## Anàlisi
Bartomeu Marí, en parlar de l'obra, comenta: «Sembla que hi ha més violència que sensació de llibertat. ¿Miró devia sentir nostàlgia o angoixa davant un present que l'any 1973 amenaçava d'encongir-se?» L'obra reflecteix la simpatia de Miró pel moviment del maig francès i els seus sentiments al respecte, expressats amb una llibertat i un simbolisme tan manifestos que sembla que l'obra sigui un grafit anònim sobre tela.

## Exposicions rellevants
| Any  | Exposició                       | Lloc                             | Ciutat             | Ref    |
| ---- | ------------------------------- | -------------------------------- | ------------------ | ------ |
| 1974 |                                 | Grand Palais                     | París              | [ 10 ] |
| 1975 |                                 | Fundació Joan Miró               | Barcelona          | [ 11 ] |
| 1978 |                                 | Museo Español de Arte Moderno    | Madrid             | [ 12 ] |
| 1979 |                                 | Orsanmichele                     | Florència          | [ 13 ] |
| 1980 |                                 | Museo de Arte Moderno            | Mexico City        | [ 14 ] |
| 1985 |                                 | Palazzo dei Diamanti             | Ferrara            | [ 15 ] |
| 1986 |                                 | Kunsthaus i Kunsthalle           | Zúric i Dusseldorf | [ 16 ] |
| 1987 |                                 | The Solomon R. Guggenheim Museum | Nova York          | [ 17 ] |
| 2000 |                                 | Wilhelm-Hack-Museum              | Ludwigshafen       | [ 18 ] |
| 2011 | Joan Miró                       | Tate Modern                      | Londres            | [ 18 ] |
| 2011 | Joan Miró. L'escala de l'evasió | Fundació Joan Miró               | Barcelona          | [ 19 ] |